# Chanovice
Obec Chanovice se nachází v okrese Klatovy, kraj Plzeňský. Žije zde 794 obyvatel.

## Název
Název vesnice je odvozen od jména Chán ve významu ves lidí Chánových. V historických pramenech se jméno vsi objevuje ve tvarech: Chanouicz (1352–1405), v Chanovicích (1523), Chanowicze (1542), w chanowie (1542) nebo „Chanovský z Dlouhévsi“ (1603). Používal se také lidový tvar Chanouce.

## Historie
První písemná zmínka o vesnici pochází z roku 1352. Později byl majitelem vladycký rod Chanovských z Dlouhé Vsi.

## Části obce
- Chanovice
- Černice
- Defurovy Lažany
- Dobrotice
- Holkovice
- Újezd u Chanovic

V letech 1850–1889 k obci patřila i Nová Ves.

## Pamětihodnosti
- Na západním okraji vesnice stojí chanovický zámek, který vznikl přestavbou gotické tvrze. Dochovaná podoba je výsledkem úprav z konce osmnáctého a první poloviny devatenáctého století.[7]
- Skanzen Chanovice – skanzen lidové architektury jihozápadních Čech.
- Kostel svatého Kříže
- Kaplička na návsi
- Socha svatého Donáta
- Panská barokní sýpka čp. 116 na návrší nad vesnicí

## Fotogalerie

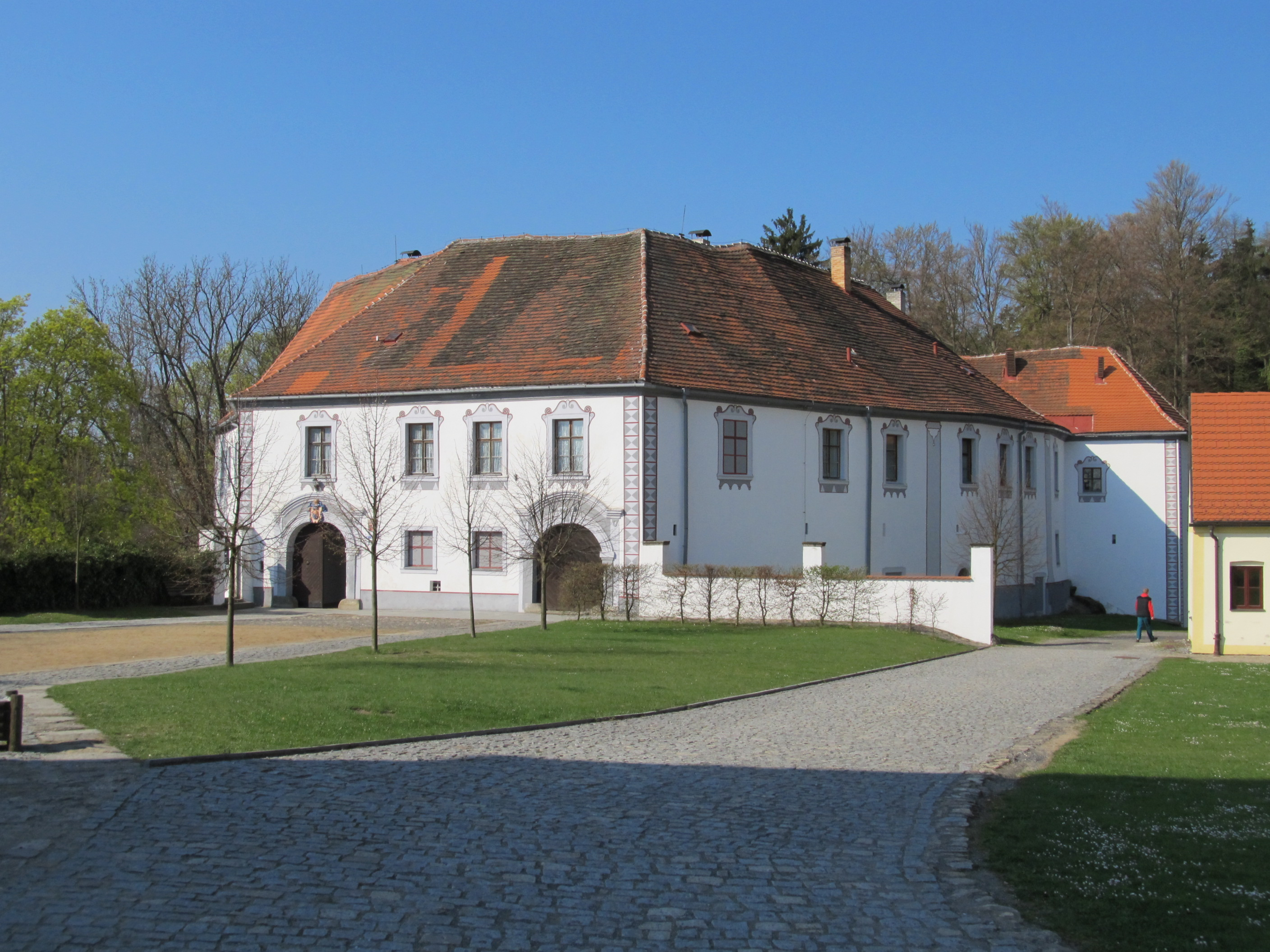
Zámek
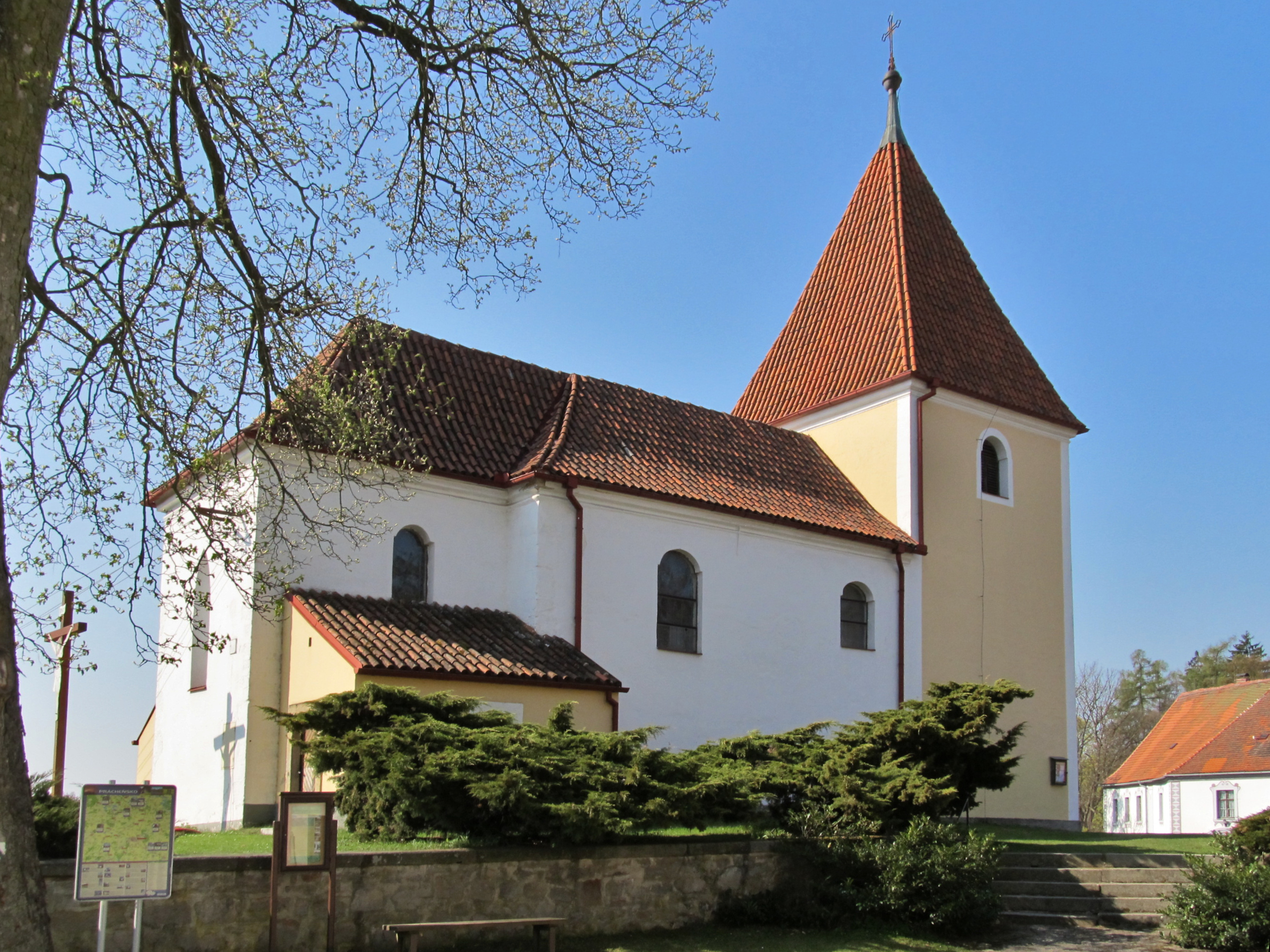
Kostel svatého Kříže
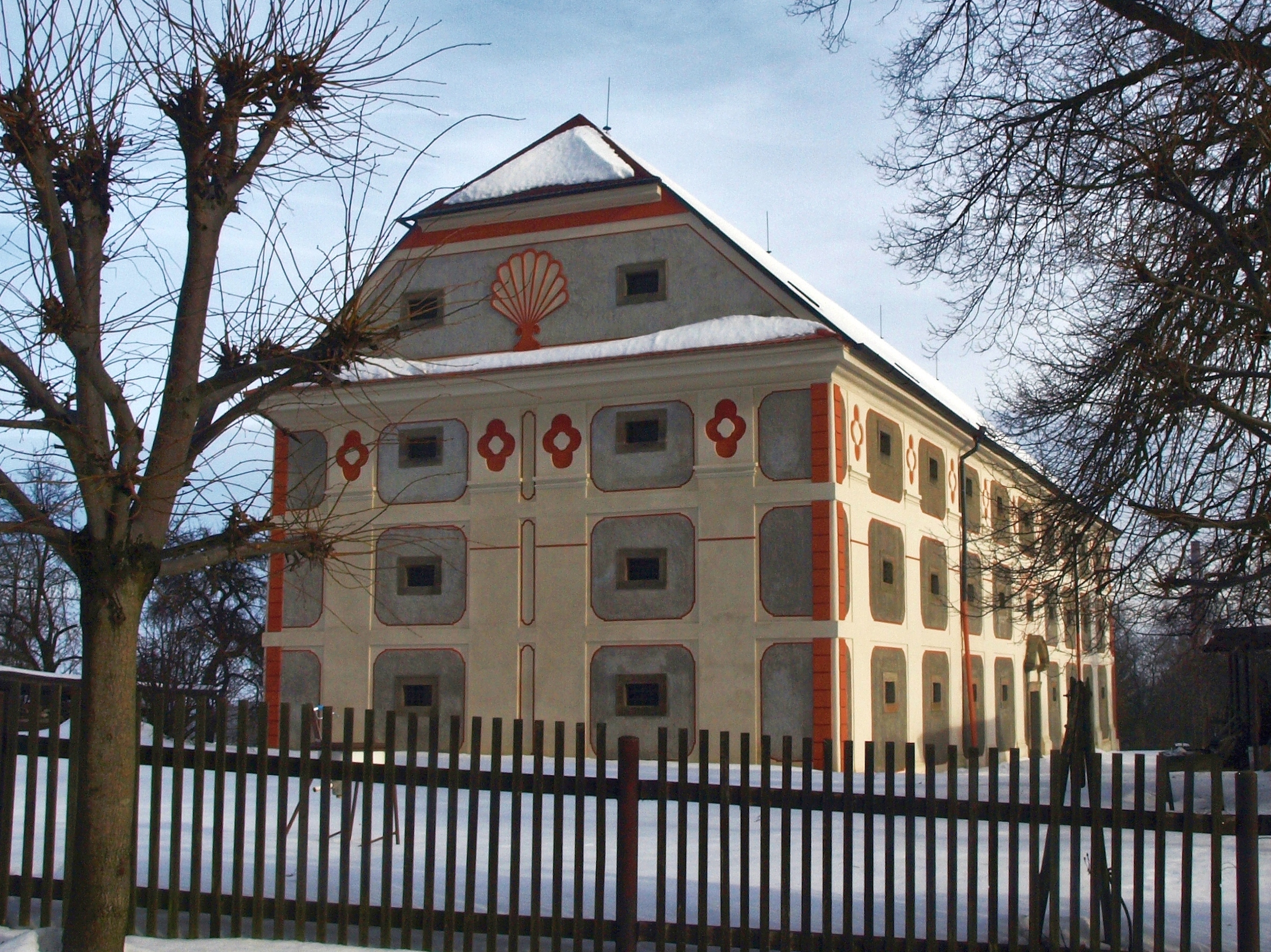
Sýpka čp. 116
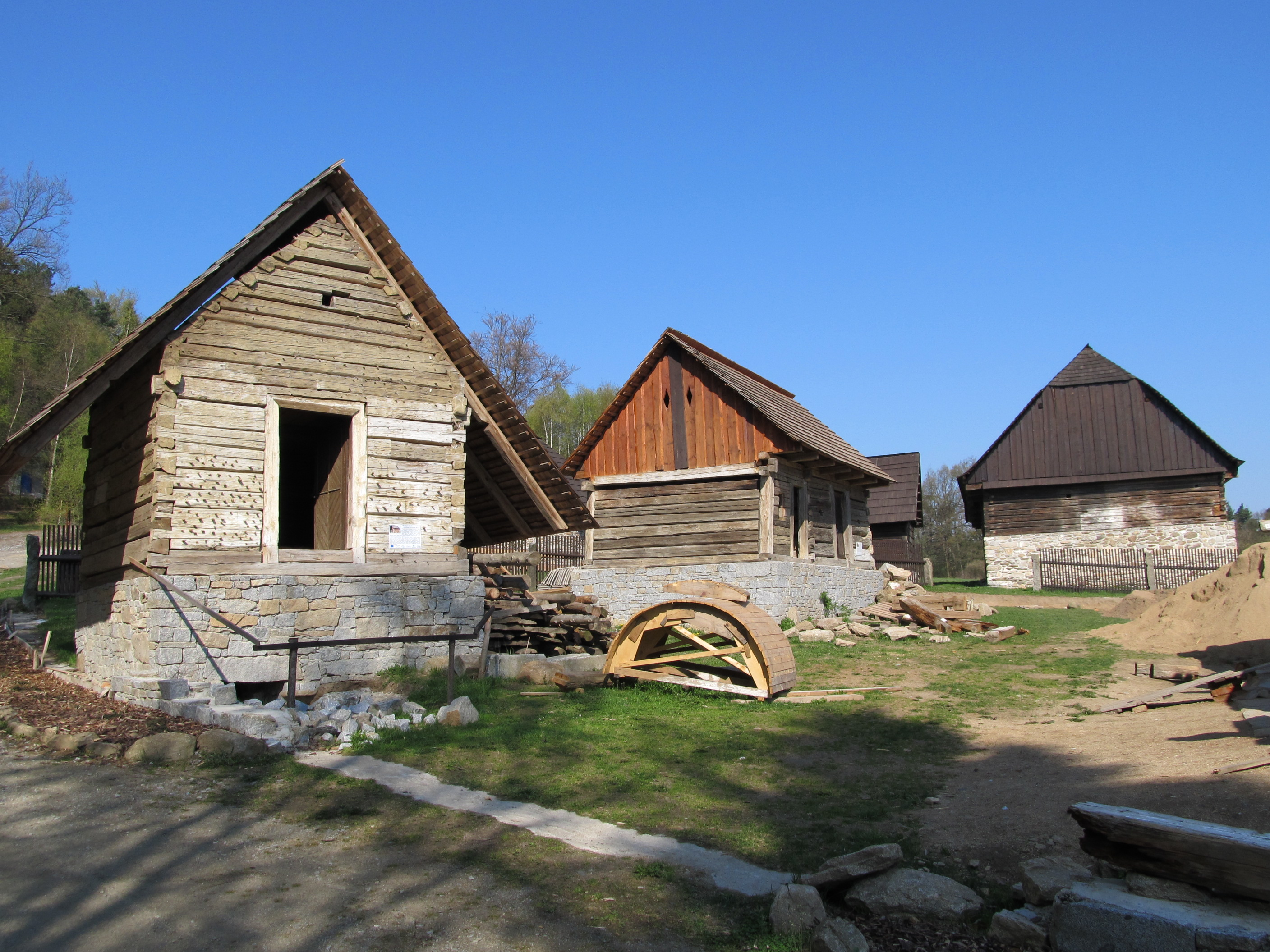
Expozice lidové architektury
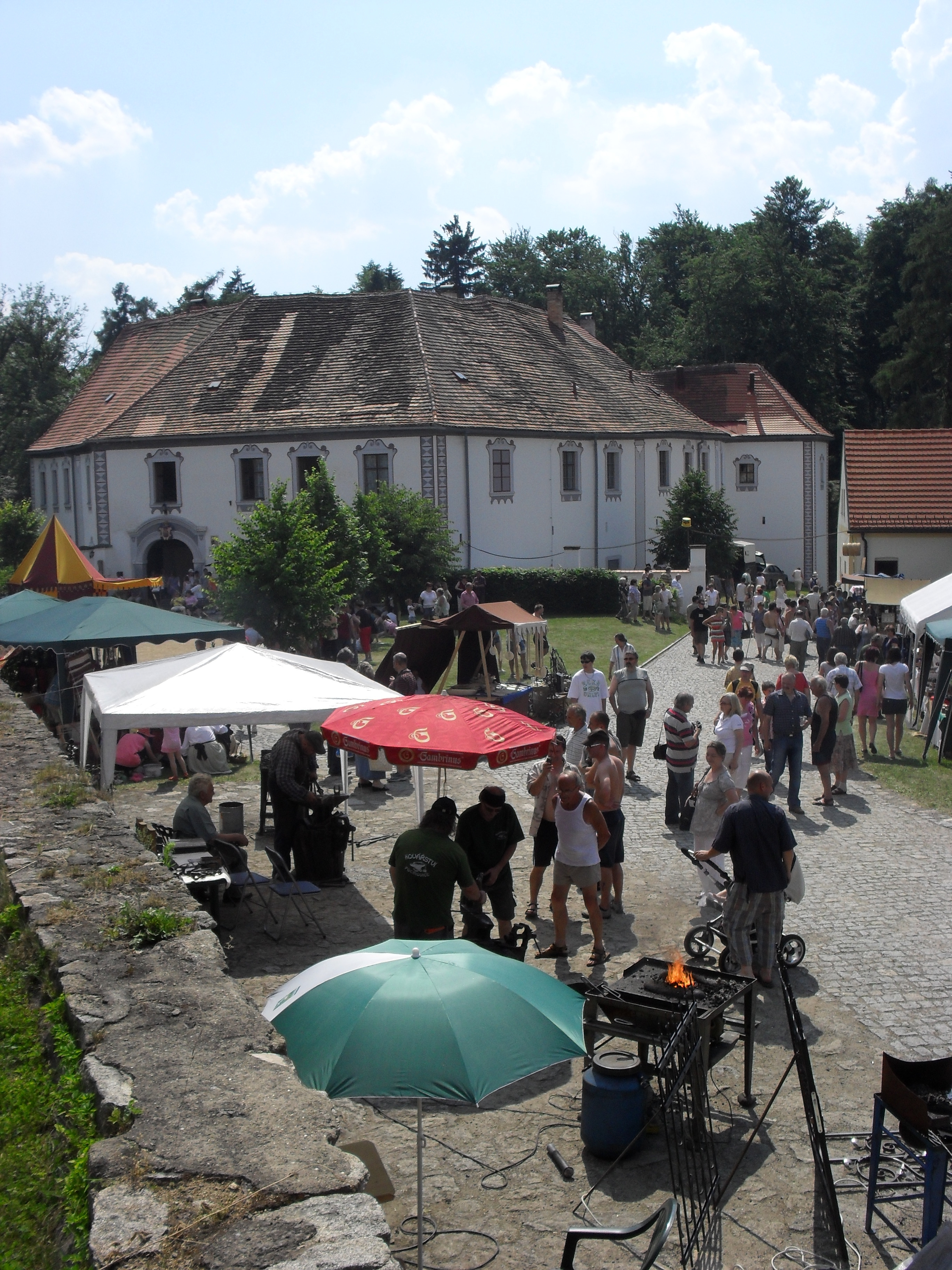
Den řemesel, 2010